# Jason Adam
Jason Kendall Adam (Omaha, Nebraska, 4 de agosto de 1991), más conocido como Jason Adam, es un jugador profesional estadounidense de béisbol que se desempeña en la posición de lanzador en San Diego Padres, equipo de las Grandes Ligas de Béisbol (MLB).

## Carrera
Adam hizo su debut en la MLB con el equipo Kansas City Royals, en el cual jugó una temporada (2018), después pasó a Toronto Blue Jays (2019), luego a Chicago Cubs (2020-2021), posteriormente a Tampa Bay Rays (2022-2024), y finalmente, a San Diego Padres, donde lleva jugando una temporada.